# آماندا هوپمانس
 آماندا هوپمنز (انگلیسی: Amanda Hopmans؛ زادهٔ ۱۱ فوریهٔ ۱۹۷۶) یک تنیس‌باز اهل هلند است.